# Världsmästerskapen i skidflygning 2004
Världsmästerskapen i skidflygning 2004 hoppas 20- 22 februari 2004 i Letalnica i Planica, Slovenien för femte gången. Planica anordnade även mästerskapen åren 1972, 1979, 1985 och 1994. En lagtävling hölls detta år för första gången.

## Individuellt
- 20- 21 februari 2004.[1]

| Medalj | Hoppare                | Poäng |
| Guld   | Roar Ljøkelsøy (Norge) | 832.1 |
| Silver | Janne Ahonen (Finland) | 814.1 |
| Brons  | Tami Kiuru (Finland)   | 813.0 |

Ahonen och Tysklands Georg Späth noterade tävlingens längsta hopp, 225.0 meter. Norges Tommy Ingebrigtsen ledde efter första hoppet, Späth efter andra,, och Kiuru efter tredje.

## Lagtävling
- 22 februari 2004.[5]

| Medalj | Lagtävling                                                                       | Poäng  |
| Guld   | Norge Roar Ljøkelsøy Sigurd Pettersen Bjørn Einar Romøren Tommy Ingebrigtsen     | 1711.8 |
| Silver | Finland Janne Ahonen Tami Kiuru Matti Hautamäki Veli-Matti Lindström             | 1704.1 |
| Brons  | Österrike Thomas Morgenstern Andreas Widhölzl Andreas Goldberger Wolfgang Loitzl | 1620.8 |

Romøren noterade tävlingens längsta top, 227.0 meter.

## Medaljligan
| Rank | Nation    | Guld | Silver | Brons | Totalt |
| ---- | --------- | ---- | ------ | ----- | ------ |
| 1    | Finland   | 0    | 2      | 1     | 3      |
| 2    | Norge     | 2    | 0      | 0     | 2      |
| 3    | Österrike | 0    | 0      | 1     | 1      |

### Fotnoter
1. 1 2  FIS Ski-flying World Championships 2004 Individividual final round results. - läst 28 november 2009.
2. ↑  FIS Ski-flying World Championships 2004 Individuellt first round results. - läst 28 november 2009.
3. ↑  FIS Ski-flying World Championships 2004 Individuellt second round results. - läst 28 november 2009.
4. ↑  FIS Ski-flying World Championships 2004 Individuellt third round results. - läst 28 november 2009.
5. ↑  FIS Ski-flying World Championships 2004 Lagtävling final results. - läst 28 november 2009.